# Окінавська кухня

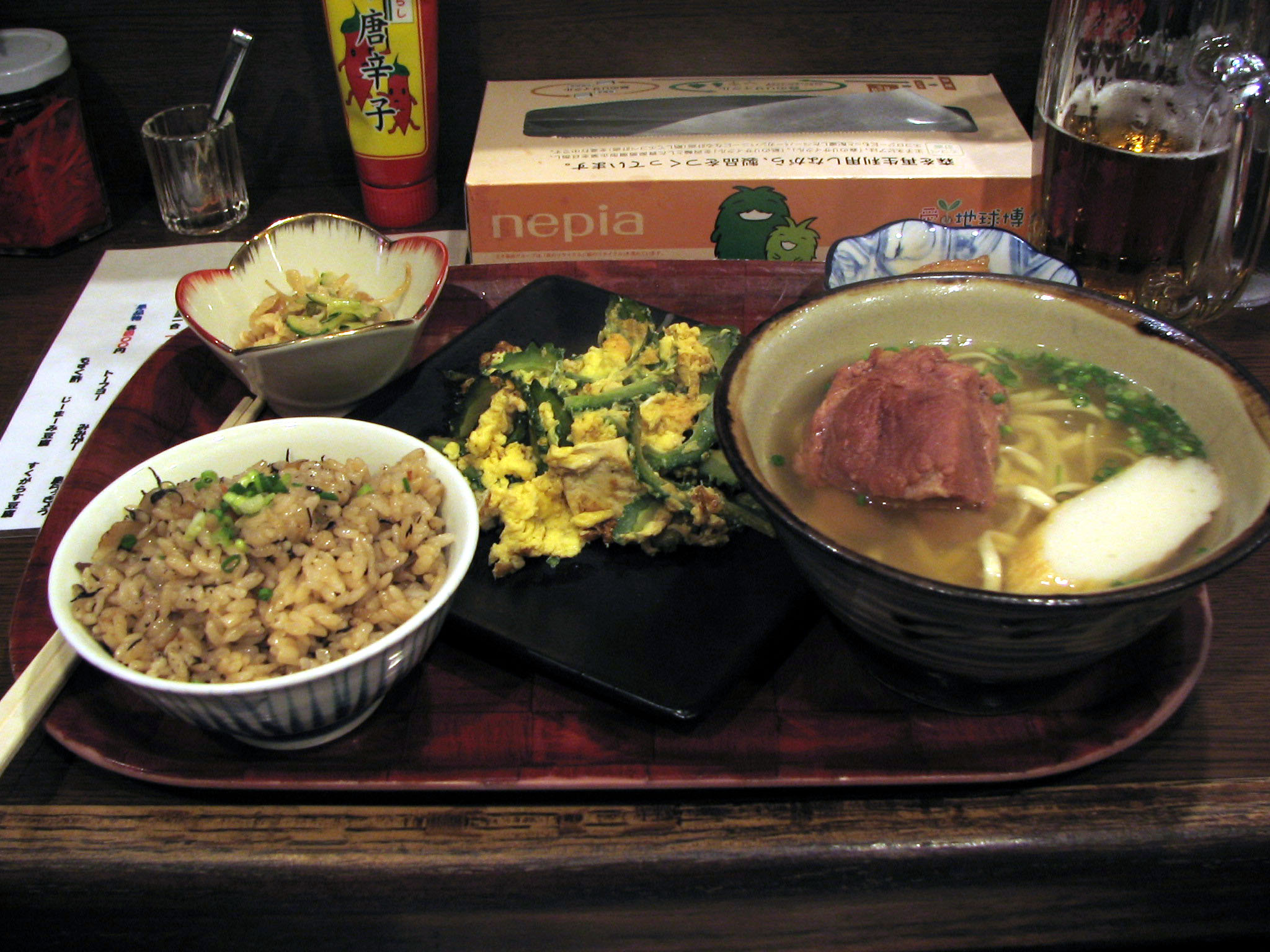
Страви окінавської кухні

Окінавська кухня (яп. 沖縄料理 окінава-рьорі) або кухня Рюкю (яп. 料理, рюкю-рьорі) — традиційна кухня населення, що населяє архіпелаг Рюкю і префектуру Окінава. У ній поєднуються традиції китайської, корейської та японської кухні, частково європейські та американські разом з місцевими особливостями. Самі жителі Рюкю жартома називають свою кухню «чампура» — «мішанина», або нуті-гусуї («нуті» — «життя», «гусуї» — «медицина»). На відміну від японської та китайської некалорійна, зберігає і зміцнює здоров'я. Дієтологи доводять: продукти окінавської кухні багаті флавоноїдами — речовинами з антиоксидантними і протизапальними властивостями.

## Формування
Становлення кухні спочатку відбувалося на основі традиційних звичаїв місцевого населення, які готували страви з продуктів, до яких мали доступ. Їли все, що росло на острові, навчилися готувати навіть отруйні рослини, наприклад, плоди і серцевину саговника, які в свіжому вигляді спричинюють судоми і нудоту.
Встановлення китайського протекторату над державою Рюкю призвело до значного впливу китайської культури, а відповідно й кухні на розвиток окінавської. Кухарі з Рюкю вирушали до китайської провінції Фуцзянь навчатися готувати китайську їжу, щоб гідно приймати китайські делегації. Завдяки цьому окінавська кухня також запозичила продукти з південно-азійських та корейської кухонь. У XIV ст. з Китаю до Окінави було завезено свиней. 1605 року на Окінаву вперше було привезено батат, який здобув загальне поширення.
1609 року Сімадзу Іесіха, японський даймьо Сацуми, встановив протекторат над Рюкю. З цього часу починається вплив японської кухні, хоча контакти з Китаєм не було перервано. Окупація архіпелагу 1945 року американськими військами, які згодом розташували свої бази, також певним чином вплинула на розвиток місцевої кухні.

## Принципи кухні
- Вживати переважно місцеву рослинну їжу.
- Їсти багато соєвих продуктів.
- З усіх видів м'яса краще — свинина.
- Побільше морепродуктів.
- Ніяких продуктів промислової переробки.
- Не наїдатися досхочу. шлунок повинен бути заповнений на 80 %.
- Вживати лише те, що допомагає тобі краще себе почувати.
- Більшість продуктів готується на свинячому жиру або на олії каноли.

## Продукти

### Овочі та фрукти
Мешканці Окінави та сусідніх островів архіпелагу регулярно вживають в їжу більше 200 різних продуктів, але в основі їхньої кухні знаходяться овочі. Одним з найпопулярніших є гоя — гіркий гарбуз, або нігаурі, який нагадує великий огірок. Цей продукт допомагає ефективно боротися з виснажливою спекою. Іншим популярним продуктом є батат, або імо.
Також поширені дайкон, морський виноград умібодо. Застосовуються в окінавській кухні люфа, таро, канола, ямс, морква, капуста, часник, цибуля.
Мешканці Рюкю займають перше місце в Японії зі споживання тофу. Він входить до складу супів, смажених страв і подається як закуска до саке. У порівнянні з власне японським тофу окинавский більше за розміром. Один блок важить від 900 г до 1 кг. З окінавського тофу спочатку видаляють зайву рідину, а потім кип'ятять. Таким чином він виходить більш твердим і довше зберігається.
Не менше значення в окінавській кухні має паста місо. Про її важливість в раціоні місцевих жителів свідчить приказка: «Місо і сіль — господарі в будинку». Для жінки вважається ганьбою невміння робити місо. Робиться з бобових культур: сої, бобів, квасолі і навіть гороху. Для ферментації використовуються ячмінь, пшениця, рис, а також картопляний крохмаль і окара — те, що залишається після приготування тофу. Процес бродіння займає від 3 до 6 місяців, тому роблять пасту місо 2-3 рази на рік.
На відміну від решти Японії окінавці почали вживати рис в їжу відносно нещодавно. Через невелику кількість орних земель і постійних тайфунів ця культура тривалий час не приживалася на Окінаві. Використовують білий та темний рис.
Широко поширення застосування цитрусових, а з Центральної Америки було завезено плід каністел. Його смажать, парять і варять, додають в супи і салати. Використовуються ананас, папая, манго, маракуя, гуава.

### Риба і морепродукти
Острівне розташування зумовило наявність в раціоні місцевих жителів риби, хоча через тропічний клімат неможливе тривале зберігання. Тому їх готують свіжими (смажать або варять) чи солять. Лише тунця коптять, в такому вигляді називається кацуобусі. Його додають до багатьох страв.
Більш значний відсоток становлять морепродукти, серед яких чільне місце посідають морські водорості, найпопулярнішими є ламінарія (комбу), червоні водорості норі, темно-зелені вакаме, коричневі хіджікі, бурі мозуку. Останні характерні лише для окінавської кухні.

### М'ясо
Водночас багато страв готується з м'яса, передусім свинини (для місцевих часто «м'ясо» означає свинину). Місцеві жителі в приготуванні використовують тварину цілком, включно із субпродуктами. Мешканці вірять, що, якщо у тебе один з органів нездоровий, треба з'їсти відповідну частину свині. Пісні частини свинячої туші варять, а жирні — засолюють про запас або витоплюють з них жир, який надалі використовують для смаження овочів.

### Приправи
Широко застосовують сіль маасу. У порівнянні зі звичайною столовою крупиці її більш тверді, а смак трохи вологий.
Як спеції використовуються японська пуерарія, чорнобиль, конняку, куркума, довгий перець, піпацу (рослина з родини перцевих). Перчинки піпацу збирають, поки вони ще зелені, відварюють на пару, висушують і перемелюють. Їх додають як спеції в соба, суп накамі, місо.

## Страви

### Закуски

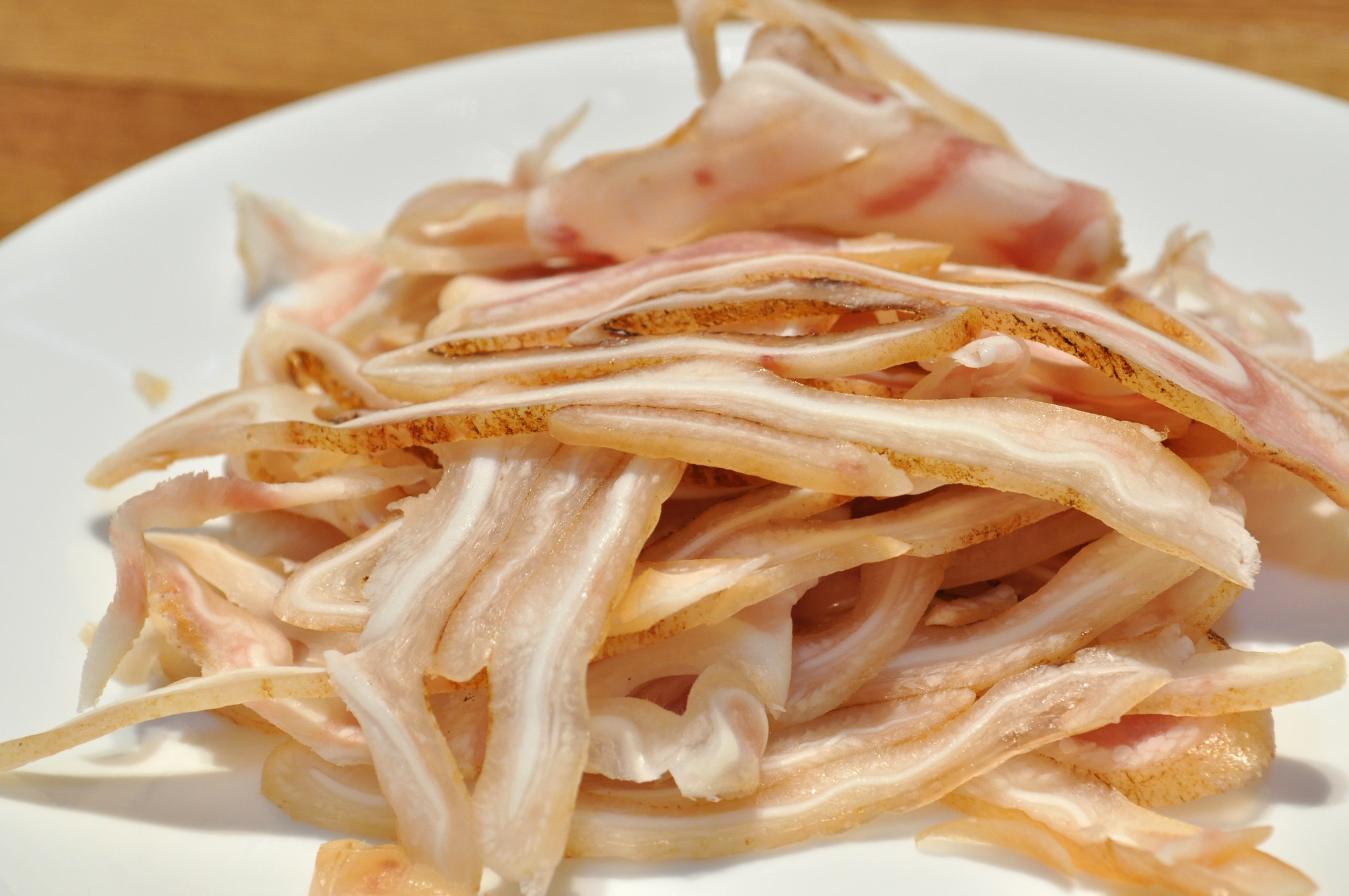
Міміга

Як закуску їдять сасімі з дрібно нарізаних вух і рила, приправлених оцтом або соусом місо. Відомою є сукугарасу — тофу з шматочком солоної риби. Також з рила готують міміга (подрібнене свиняче вухо) і чірага (шкіра з лиця свині).

### Перші

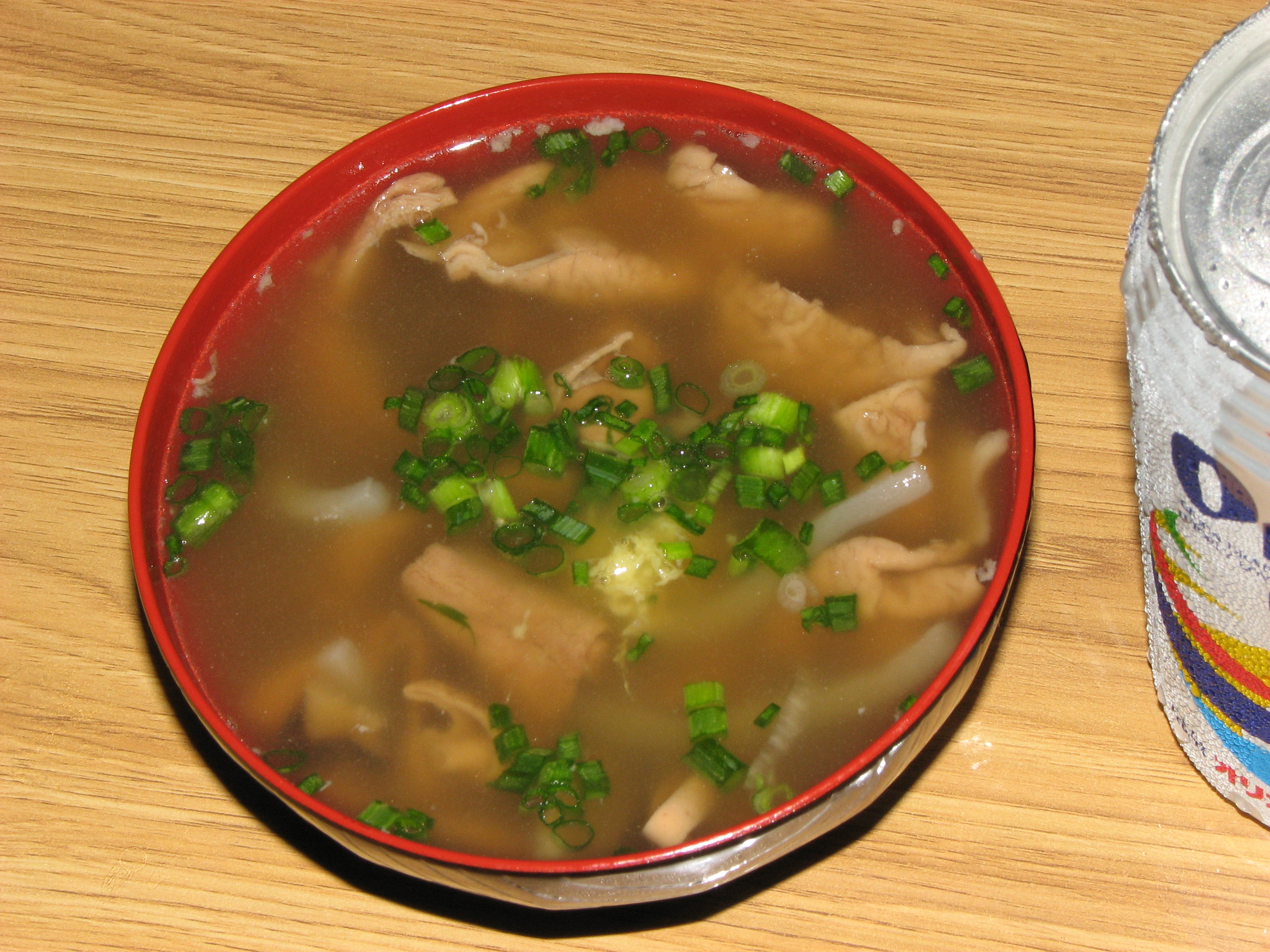
суп накамі

Поширеним є суп зі свинячих ніжок (асі тебіті), в процесі тривалого приготування якого зайвий жир видаляється, а залишаються корисні казеїн і желатин. Популярні також супи тонсоку і суп-місо. Зі шлунка і нутрощів роблять суп накамі.
Суп з чорнила каракатиці вважається лікувальним, знижує артеріальний тиск і рятує від гарячки, він практично замінює місцевим жителям аспірин. З тунця-кацуобосі варять бульйон дасі.

### Другі
Відомою стравою є копчене свине рило. До страви моцу входить печінка, серце і овочі. З місо та свинини готують страву анда-інсу.

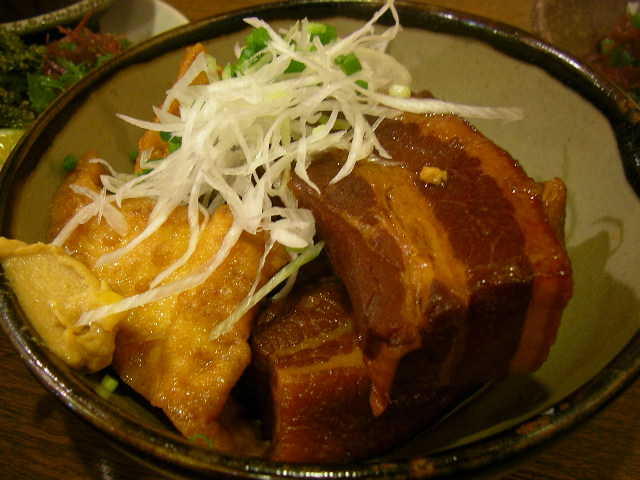
Рафут

З товстогошару бекону з шкурою, який повільно гаситься з додаванням алкогольного напою аваморі та цукру, готують рафут, який запозичено з Китаю. Популярна печеня з гірким гарбузом.
Улюблена страва окінавців — чанпуру, який готується з тофу, сезонних овочів та приправ. Іншим її різновидом є суміш гіркого гарбуза (гоя), батату, тофу або яєць, м'яса чи риби або морських водоростей (з бурими водоростями називається мозуку). Все змішується і смажиться на пательні. Найчастіше використовують навіть м'ясні консерви. Особливою популярністю користується американська шинка, яка набула поширення на Окінаві. Впливом американців також характеризується страва тако-рис з м'ясного фаршу, який змішується з рисом і овочами й подається на листі салату разом з гострим соусом сальса.

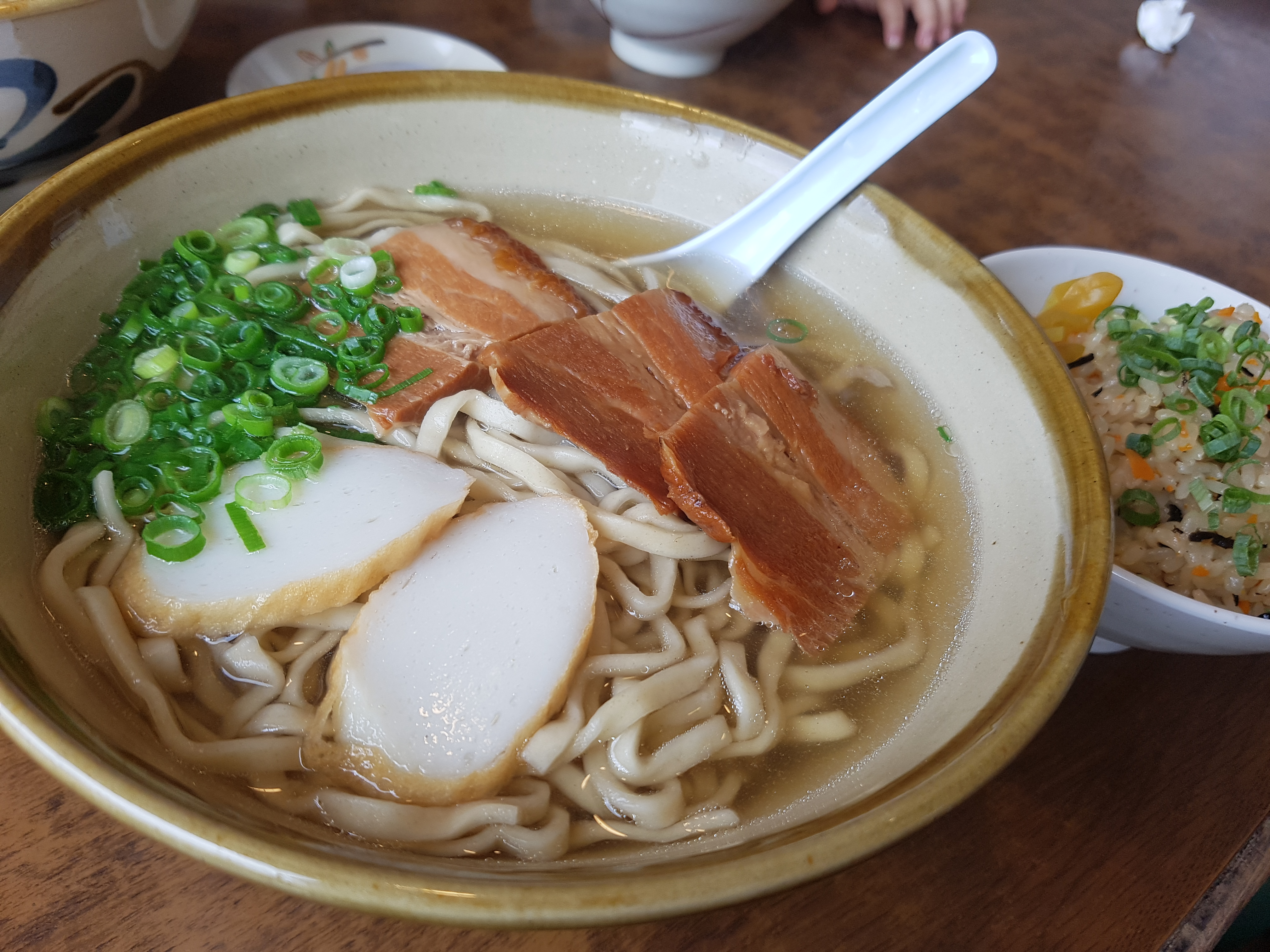
Окінава-соба

Особливою є окінавська соба — суп з товстою пшеничною локшиною та різними складниками (водоростей комбу, свинини). Найпопулярніший вид — сокі-соба зі свинячими ребрами, які називають сокі.
З риби зазвичай готують ковбаски камабоко з додаванням до рибного фаршу яєць, моркви, грибів тощо.

### Смаколики і десерти
Національним є пісочне печиво чінсуко (як сувенір називається міягегасі), яке готують зі смальцю і борошна. На появу його вважається вплинули китайські або португальські печива.
Іншим знаним десертом є мучі (рисовий пиріг), який готується з розтертого клейкого рису, загорнутий у листя імбиру з білим та коричневим рисом, ямсом, який пропарюють.
Полюбляють окінавці солодкі булочки сата-андагі, які мають форму кульки. Готуються з борошна, цукру та яєць. Смажаться на олії. Особливістю є те, що зовні вони хрусткі та коричневі, а всередині — легкі й схожі на пиріг.

## Напої

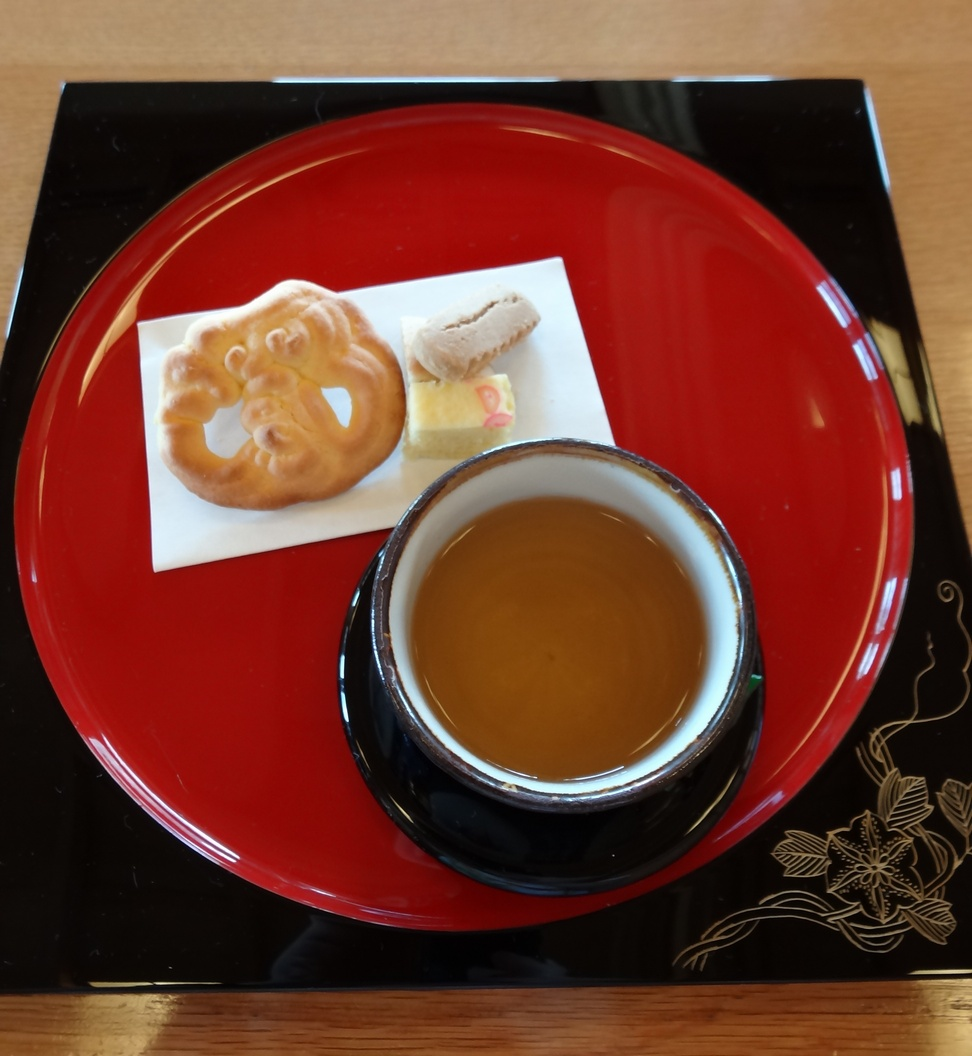
Санпін-тя

П'ють переважно чай, який нагадує жасминовий, — санпін-тя і янбару-тя.

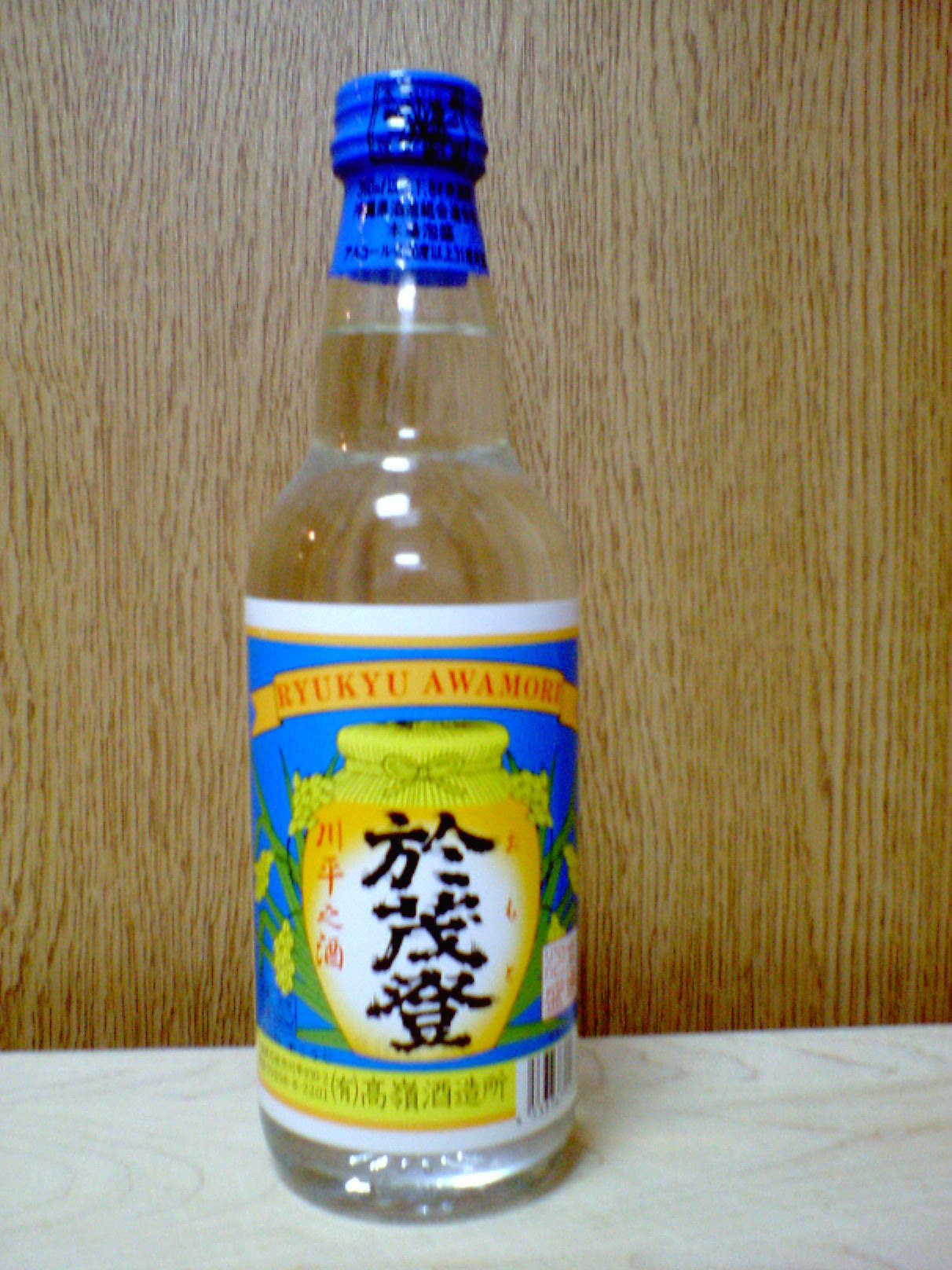
Аваморі

Полюбляють алкогольний напій аваморі (історія його нараховує 600 років), який виготовляється з тайського рису, зерна якого мають особливі властивості. Вони дозволяють підтримувати потрібну температуру чорних дріжджів і виробляти велику кількість спиртного. Міцність зазвичай становить 30 %—43 %, рідше — 60 %.